# Куча (держава)
41°39′ пн. ш. 82°54′ сх. д. / 41.65° пн. ш. 82.9° сх. д.

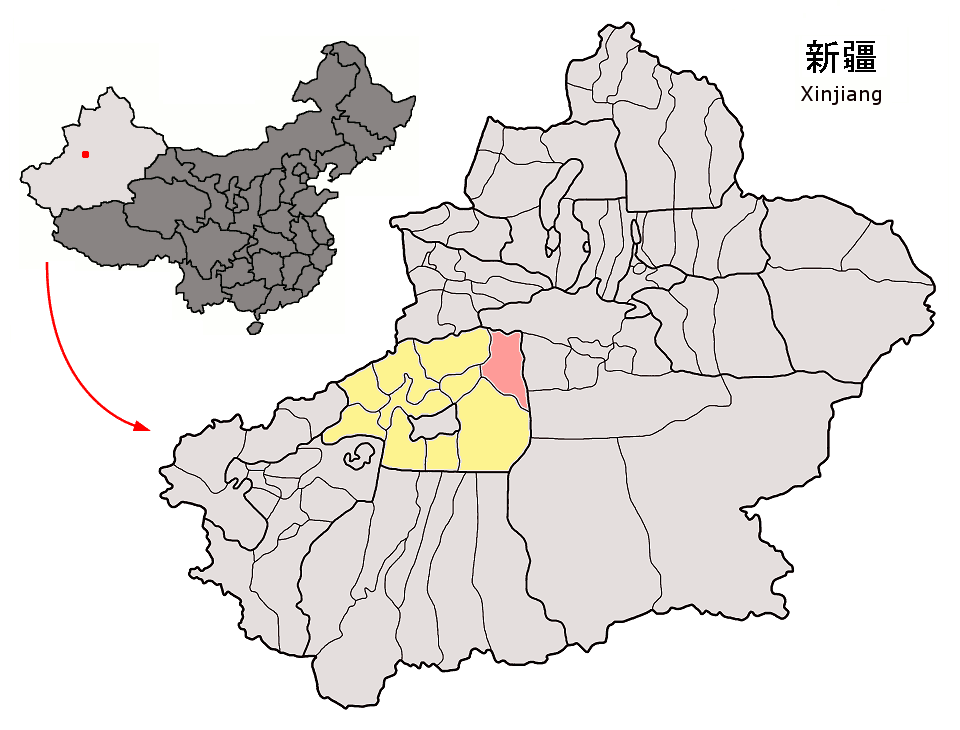
Місцезнаходження Кучарського округу (рожевий) та Аксуйської префектури (жовтий) у межах Сіньцзян-Уйгурського автономного района

Куча (також Куче і Кучар) — давня буддійська держава, яка простягалася вздовж північної межі пустелі Такла-Макан північного маршруту Великого Шовкового шляху між Карашаром на схід і Аксу на захід. 
У китайській хроніці «Ханшу» повідомляється, що Куча — найбільше з тридцяти семи держав заходу. Панівним етносом оази були юечжі — носії тохарських мов. Її населення становило 81 317 мешканців, кожен четвертий з яких був здатний володіти зброєю. 
Кінець існуванню цього політичного утворення поклало розширення Танської імперії на захід у VII столітті, результатом якого стала асиміляція індоєвропейців тюркомовними сусідами. 
Про сучасне місто див. Куча (місто, Китай).